# پدر پرافتخار من (فیلم)
پدر پرافتخار من (La Gloire de mon père) فیلمی فرانسوی در سبک کمدی به کارگردانی ایو روبر است که در سال ۱۹۹۰ منتشر شد. از بازیگران آن می‌توان به پل کروچه اشاره کرد.